# 圣保罗-杜波滕吉
圣保罗-杜波滕吉是巴西北大河州的一个市镇。总面积240.435平方公里，总人口15368人，人口密度63.9人/平方公里。